# Fácánformák

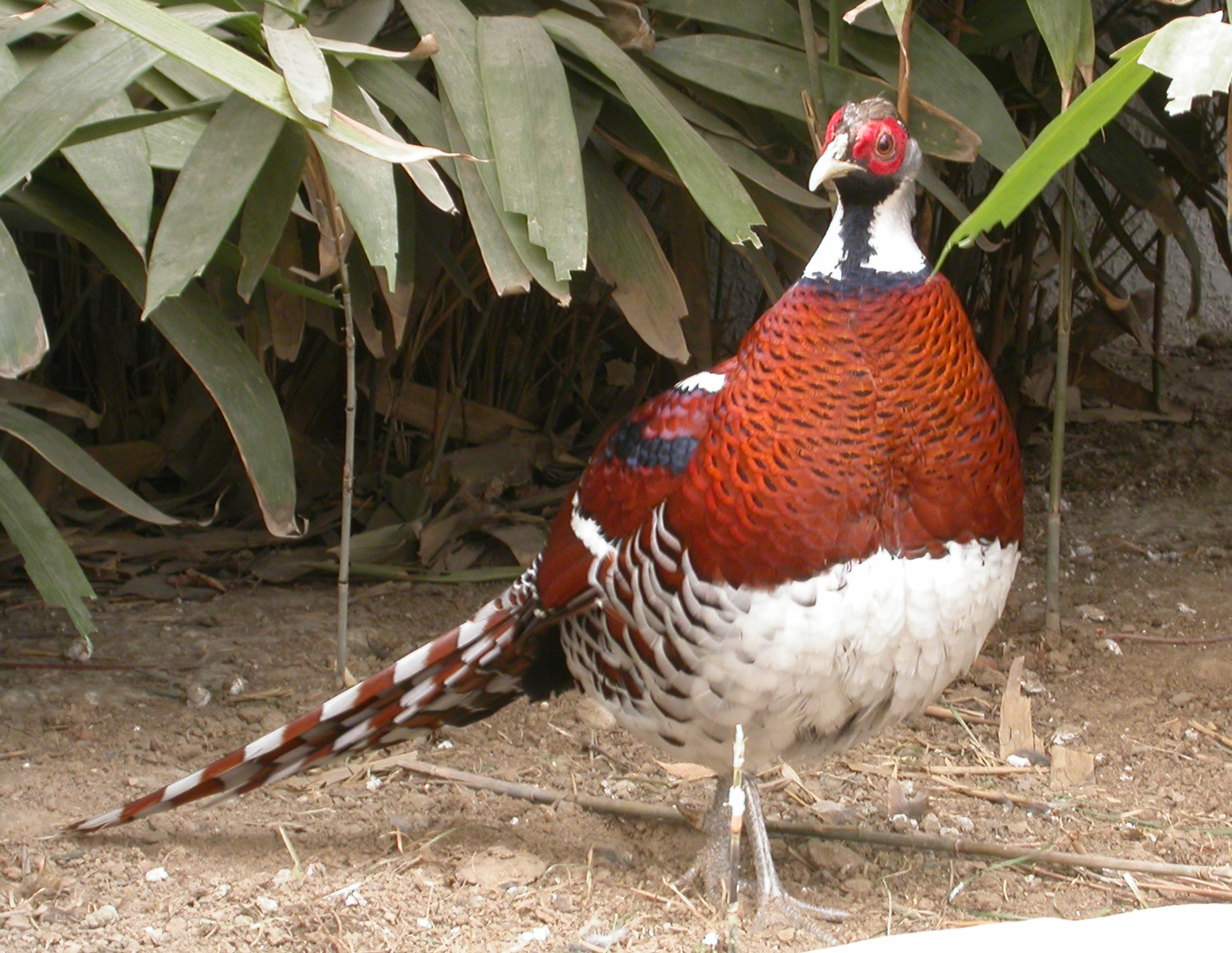
Elliot-fácán (Syrmaticus ellioti)

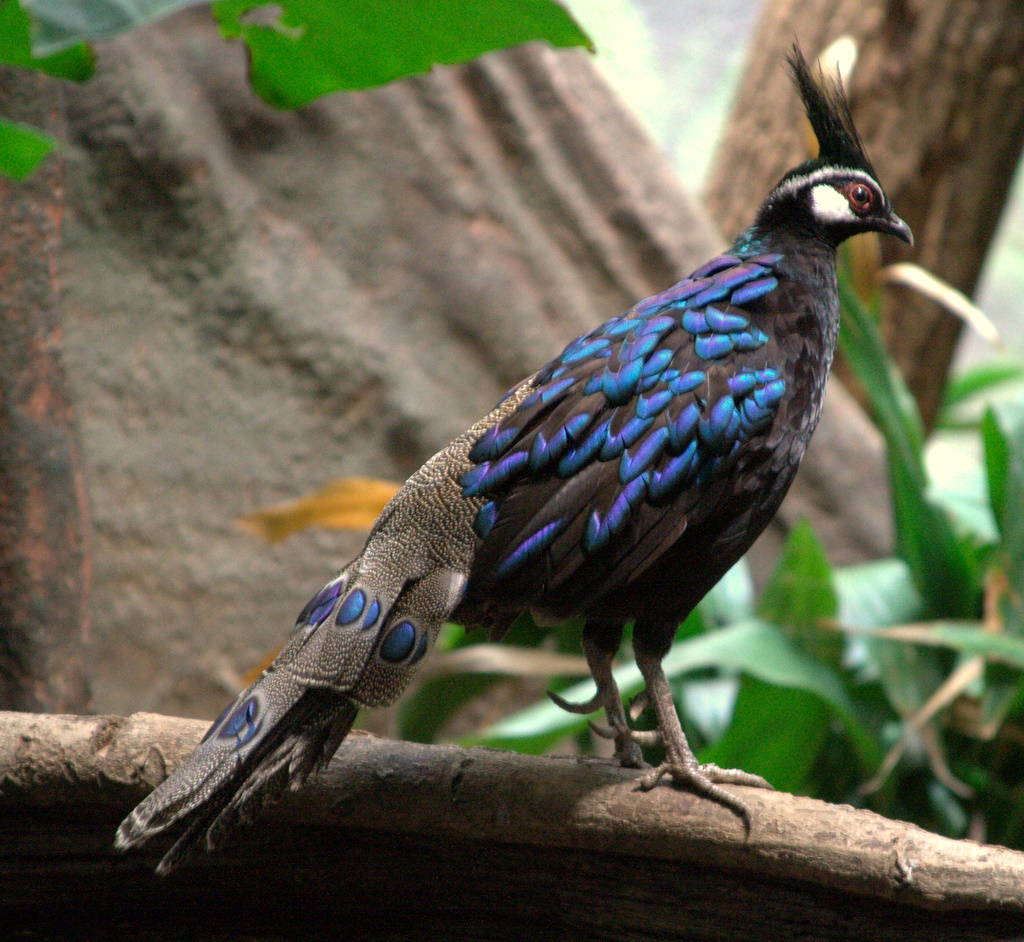
Díszes pávafácán (Polyplectron napoleonis)

A fácánformák (Phasianinae) a madarak osztályának tyúkalakúak (Galliformes) rendjébe és a fácánfélék (Phasianidae) családjába tartozó alcsalád.

## Rendszerezés
Az alcsaládba az alábbi 5 nemzetség, 26 nem és 65 faj tartozik:
- Ithaginini nemzetségbe 1 nemet sorolnak
  - Ithaginis – 1 faj

- Lophophorini nemzetségbe 4 nemet sorolnak
  - Tragopan – 5 faj
  - Lerwa – 1 faj
  - Tetraophasis – 2 faj
  - Lophophorus – 3 faj

- Meleagrini nemzetségbe 1 nemet sorolnak
  - Meleagris – 2 faj

- Tetraonini nemzetségbe 10 nemet sorolnak
  - Tetrastes – 2 faj
  - Bonasa – 1 faj
  - Lagopus – 3 faj
  - Falcipennis – 1 faj
  - Canachites – 1 faj
  - Tetrao – 2 faj
  - Lyrurus – 2 faj
  - Centrocercus – 2 faj
  - Dendragapus – 3 faj
  - Tympanuchus – 3 faj

- Phasianini nemzetségbe 10 nemet sorolnak
  - Pucrasia – 1 faj
  - Rhizothera – 2 faj
  - Perdix – 3 faj
  - Syrmaticus – 5 faj
  - Chrysolophus – 2 faj
  - Phasianus – 2 faj
  - Catreus – 1 faj
  - Crossoptilon – 4 faj
  - Lophura – 11 faj

## Képek

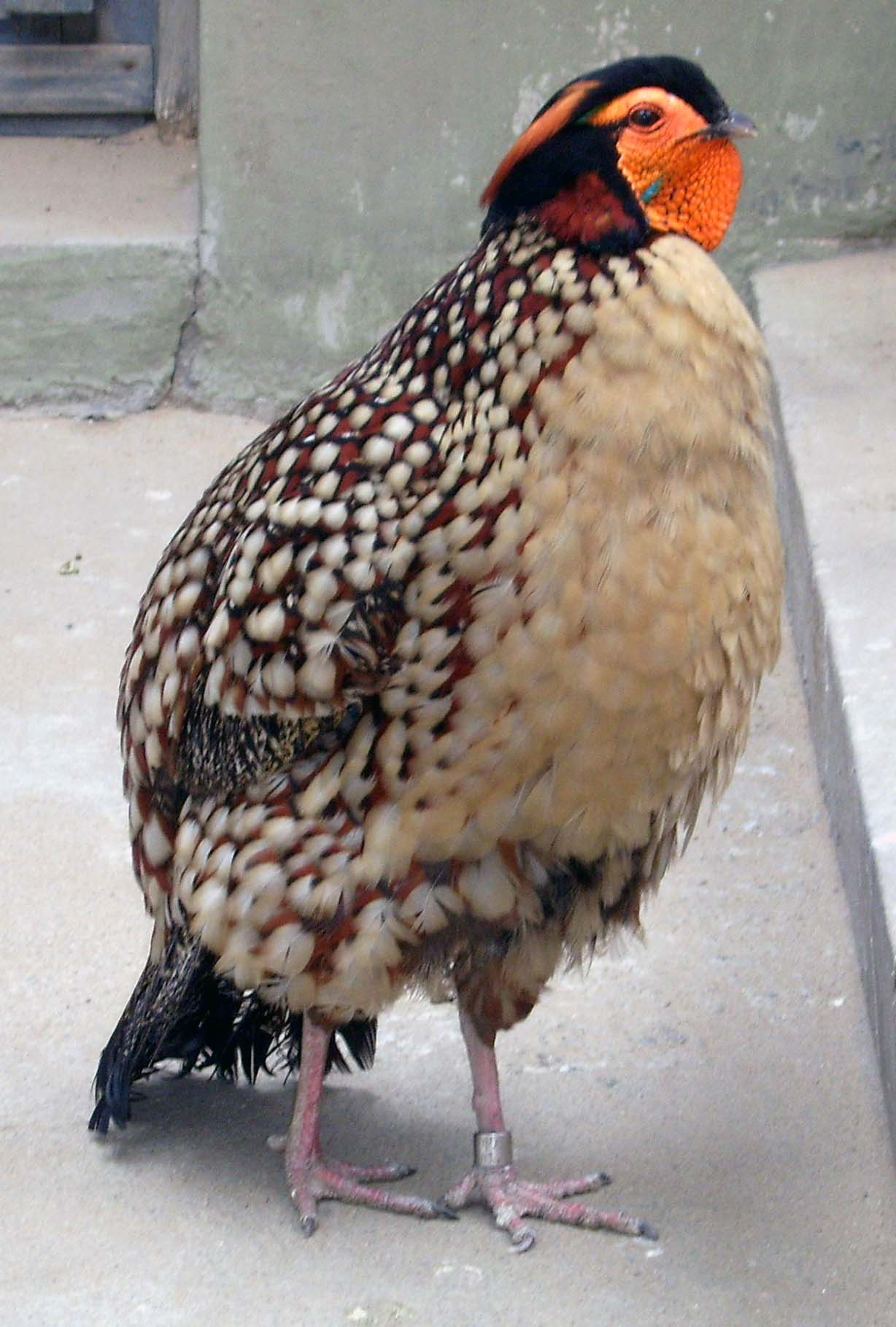
Mandarintragopán (Tragopan caboti)
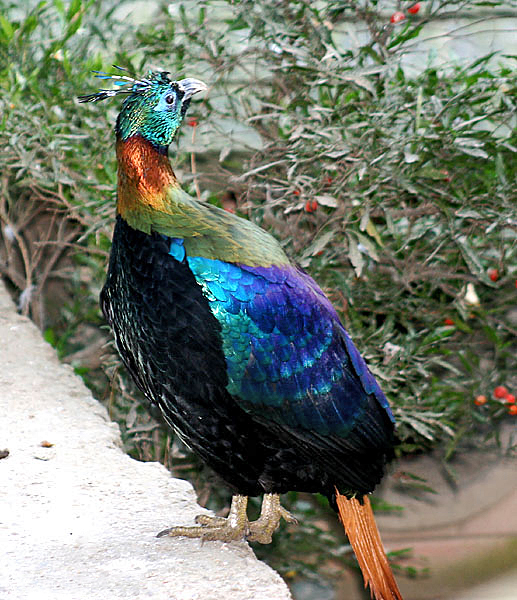
Himalájai fényfácán (Lophophorus impejanus)
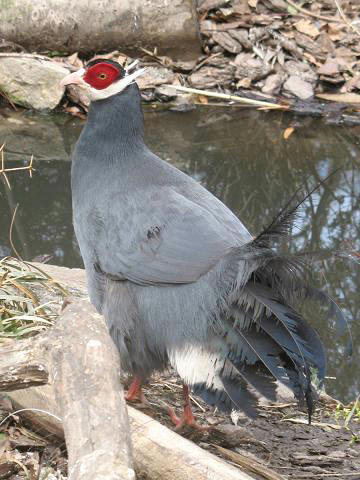
Kék fülesfácán (Crossoptilon auritum)
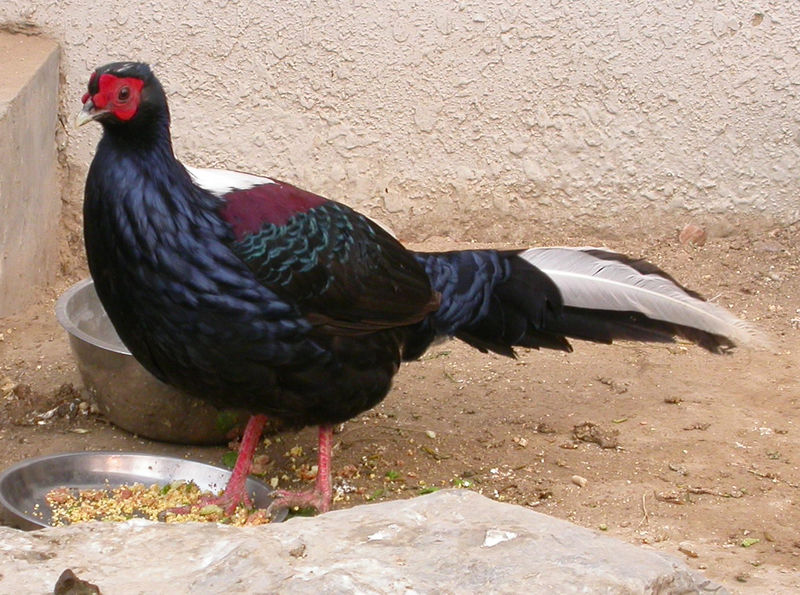
Nyerges fácán (Lophura swinhoii)
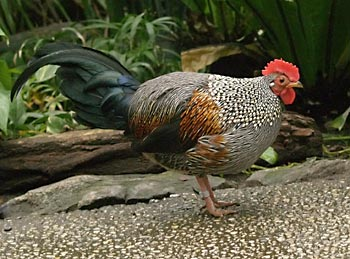
Szürke dzsungeltyúk (Gallus sonneratii)
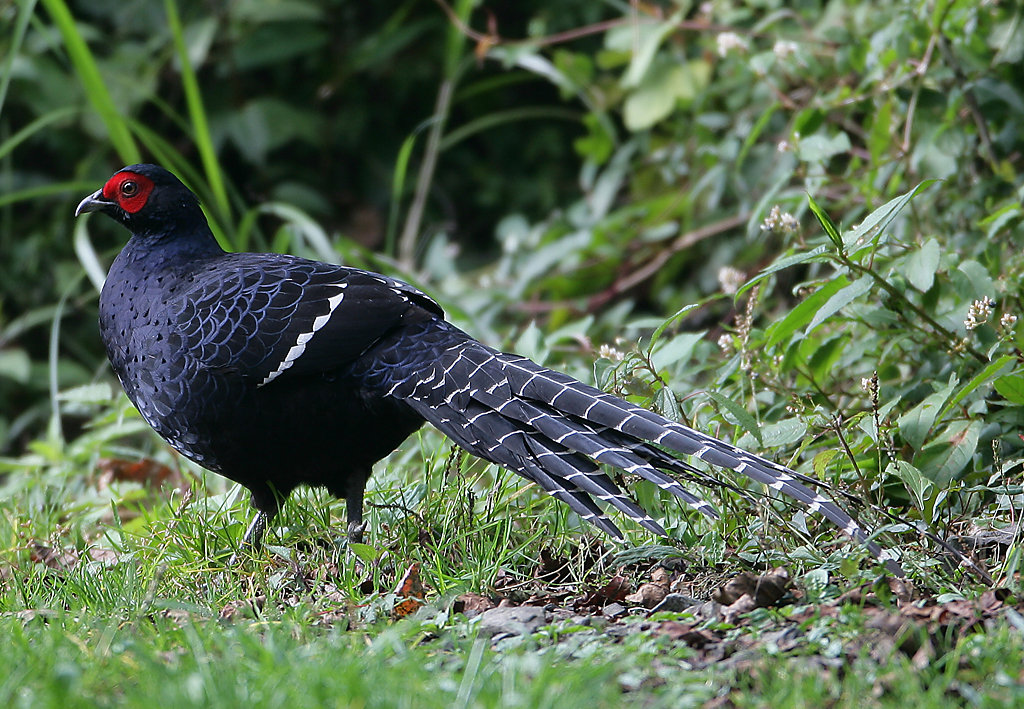
Mikádófácán (Syrmaticus mikado)
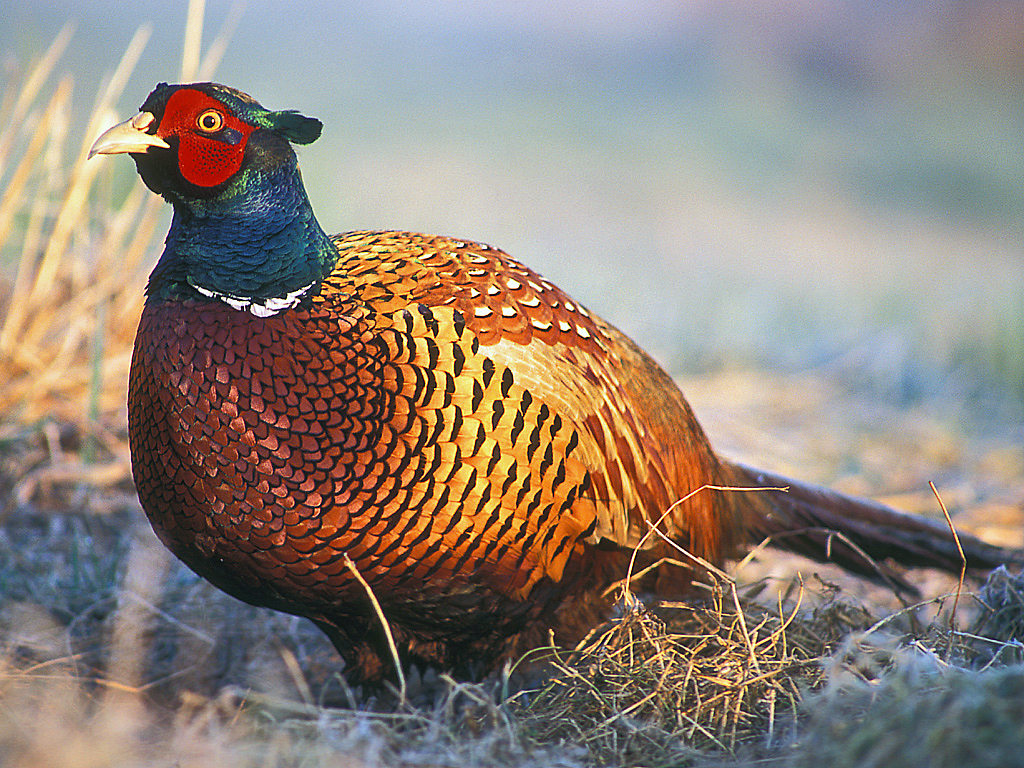
Fácán (Phasianus colchicus)